# Mellersta Österbotten (dagstidning)
Mellersta Österbotten var en veckolig dagstidning i Nykarleby 1882, det var stadens första dagstidning och föregångare till Österbottniska Posten (1884–1968). Tidningen grundades av Johan Wilhelm Nessler och dess redaktör var pastor Johannes Bäck.

## Historia
När kantorn och affärsmannen Johan Wilhelm Nessler köpte ett tryckeri till Nykarleby 1881 välkomnades initiativet varmt av ortsborna, som redan var flitiga läsare av utsocknes tidningar.

### Mellersta Österbotten
Ett provnummer gavs ut den 15 december 1881 där man uttryckte sin vilja att vara ett kyrkligt lokalblad närmast för mellersta Österbotten och dess tre städer Nykarleby, Jakobstad och Gamlakarleby. Den 5 januari 1882 utkom det första numret av "Mellersta Österbotten" med undertiteln "Kyrkligt och lokalt veckoblad".
Som redaktör förvärvades pastor Johannes Bäck. Under Bäcks ledning blev både Zacharias Topelius och Anders Svedberg medarbetare på tidningen. Seminarielärare bidrog med artiklar i olika ämnen och folkskollärarna ute i bygderna arbetade som korrespondenter.
Bäck var som många andra intellektuella vid tiden finsksinnad, vilket väckte ont blod bland läsarna och ledde till Bäcks avgång efter ett år på tjänsten.
Nessler vände sig till Svedberg, som inte kunde åta sig uppdraget. Tillträdande redaktör blev istället den svensksinnade seminarielektorn i matematik och naturkunnighet Max Strömberg. Detta meddelades i tidningen 2 november 1882, samtidigt informerade man om att den förargelseväckande underrubriken "kyrkligt" skulle strykas samt om ett möjligt namnbyte på tidskriften. Namnbytet bekräftades i en annons 30 november som meddelade att "Norra Posten", veckoblad för svenska Österbotten och lokalblad för Gamlakarleby, Jakobstad och Nykarleby skulle börja utges i Nykarleby.
Bäck tog den 28 december avsked i Österbottniska Postens sista nummer med orden "Gud, vår Gud, välsigne det finska fosterlandet och den finska kyrkan samt alla de bemödanden vilka göras för bägges deras sanna väl."

### Norra Posten
Vid namnbytet till Norra Posten hade förlagsrätten övergått till redaktör Strömberg. Tidningen intog en mera svenskvänlig ställning under honom, men var kallsinnigt i religiösa frågor vilket ogillades av både Nessler och Svedberg. Strömberg slöt i slutet av 1883 ett avtal med Wasa Tryckeribolag om att utge bladet där och Nessler stod nu helt utan tidning.

### Österbottniska Posten
Nessler vände sig under 1883 åter till Anders Svedberg och bad honom bli redaktör för en ny tidning. Han tackade ja och den 3 januari 1884 utkom det första numret av "Österbottniska Posten". Norra Posten konkurrerade en kort tid innan den flyttade till Gamlakarleby för att bli lokaltidning där.
Österbottniska Posten fanns kvar i staden i åtta decennier med den nesslerska släkten som utgivare. 1968 tog Jakobstads Tidning över och avvecklade dagstidningen.

## Samhällelig inverkan
Att Nykarleby hade fått en egen tidning förändrade stadsmyndigheternas möjligheter att kommunicera med invånarna. Tidigare hade officiella meddelanden kungjorts genom ringning på stadens gator och anslag på stadens intimationstavla på rådhuset. Mycket av kungörandet i kyrkan kunde också flyttas över till tidningen.